# Cartetolana integra
Cartetolana integra är en kräftdjursart som först beskrevs av Edward John Miers 1884.
Cartetolana integra ingår i släktet Cartetolana och familjen Cirolanidae. Inga underarter finns listade i Catalogue of Life.